# Xinwen Zhu
Xinwen Zhu (朱歆文; né en 1982 à Chengdu capitale du Sichuan, en Chine) est professeur de mathématiques au California Institute of Technology. Il travaille principalement en théorie de représentations géométriques et en particulier sur le programme de Langlands, en rapprochant la théorie des nombres de la géométrie algébrique et de la mécanique quantique,.

## Biographie
Zhu a obtenu son baccalauréat en mathématiques à l'Université de Pékin en 2004 et son Ph. D. en mathématiques de l'Université de Californie à Berkeley en 2009 sous la direction de Edward Frenkel,. Il a enseigné à l'Université Harvard comme Benjamin Peirce Lecturer et à l'Université Northwestern comme professeur assistant avant de rejoindre le California Institute of Technology en 2014 comme professeur assistant et professeur titulaire en 2016. D'après sa notice à l'American Mathematical Society, Zhu « étudie la géométrie et la topologie des variétés de drapeaux des groupes de boucles et applique les techniques du programme de Langlands géométrique à la géométrie arithmétique ».

## Bourses et distinctions
- 2013 : AMS Centennial Fellowship
- 2015 : Sloan Fellowship[5].
- 2019 : Médaille Morningside avec Zhiwei Yun[6].
- 2020 : Lauréat du New Horizons in Mathematics Prize.

## Publications (sélection)
- 2017 « Affine Grassmannians and the geometric Satake in mixed characteristic », Annals of Mathematics, vol. 185, no 2,‎ 2017, p. 403-492 (DOI 10.4007/annals.2017.185.2.2).
- 2017 (avec Tsao-Hsien Chen), « Geometric Langlands in prime characteristic », Compositio Mathematica, vol. 153, no 2,‎ 2017, p. 395-452 (zbMATH 1390.14044).
- 2016 (avec An Huang et  Bong H. Lian), « Period integrals and the Riemann–Hilbert correspondence », Journal of Differential Geometry, vol. 104, no 2,‎ 2016, p. 325–369 (lire en ligne).
- 2015 « The geometric Satake correspondence for ramified groups », Annales scientifiques de l'École normale supérieure, vol. 48, no 2,‎ 2015, p. 409–451 (arXiv 1107.5762).
- 2014 « On the coherence conjecture of Pappas and Rapoport », Annals of Mathematics, vol. 180, no 1,‎ 2014, p. 1-85 (DOI 10.4007/annals.2014.180.1.1, arXiv 1012.5979).
- 2013 (avec George Pappas), « Local models of Shimura varieties and a conjecture of Kottwitz », Inventiones mathematicae, vol. 194, no 1,‎ 2013, p. 147-254 (DOI 10.1007/s00222-012-0442-z).
- 2012 (avec Edward Frenkel), « Gerbal Representations of Double Loop Groups », International Mathematics Research Notices, vol. 2012, no 17,‎ 2012, p. 3929–4013 (DOI 10.1093/imrn/rnr159, présentation en ligne).
- 2011 (avec Denis Osipov), « A categorical proof of the Parshin reciprocity laws on algebraic surfaces », Algebra & Number Theory, vol. 5, no 3,‎ 2011, p. 289–337 (lire en ligne).
- 2011 (avec Zhiwei Yun), « Integral homology of loop groups via Langlands dual groups », Representation Theory, vol. 15,‎ 2011, p. 347–369 (lire en ligne).
- 2010 (avec Edward Frenkel), « Any flat bundle on a punctured disc has an oper structure », Mathematical Research Letters, vol. 17, no 1,‎ 2010, p. 27–37 (arXiv 0811.3186).
- 2009 « Affine Demazure modules and T-fixed point subschemes in the affine Grassmannian », Advances in Mathematics, vol. 221, no 2,‎ 2009, p. 570–600 (DOI 10.1016/j.aim.2009.01.003, lire en ligne).

## Articles liés
- Programme de Langlands
- Breakthrough Prize in Mathematics